# Euphorbia baioensis
Euphorbia baioensis es una especie fanerógama perteneciente a la familia Euphorbiaceae. Es endémica de Kenia.

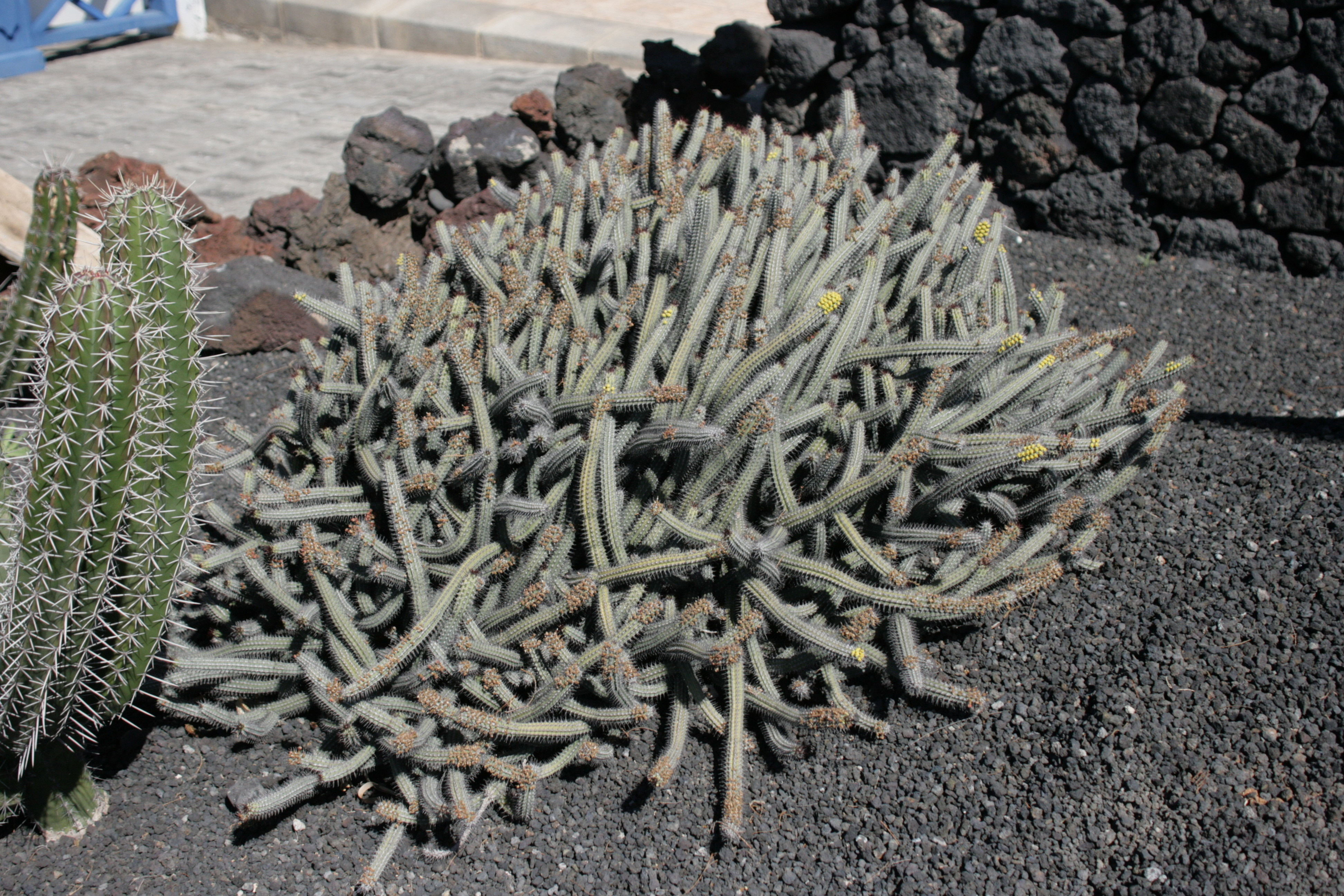
Detalle de la planta

## Descripción
Es un planta perenne, suculenta, con tallo erecto en forma de columna con los bordes de los tallos con dobles espinas. Forma una agrupación en forma de cojín perenne, densamente ramificado desde la base; con ramas decumbentes poco o erecta, alcanzando un tamaño de 30 cm de altura, con tallos cilíndricos, de 2 cm de diámetro, con 8-10 nervios longitudinales (ángulos), sin dientes; espinosos.

## Ecología
Cubre las superficies planas de granito; en pequeñas bolsas de suelo y grietas en las rocas; a una altitud de ± 1400-1750 metros.
Crece fácilmente en cultivo y que no presenta problemas inusuales.
Tiene una gran afinidad con Euphorbia inaequispina.

## Taxonomía
Euphorbia baioensis fue descrita por Susan Carter Holmes y publicado en Hooker's Icones Plantarum 39, t. 3870. 1982.
Etimología
Ver: Euphorbia Eimología